# Jacob Eriksson
Jakob Eriksson född 5 mars 1991, är en svensk basketspelare från Södertälje BBK.